# Museumsverbund Rhön-Saale
Der Museumsverbund Rhön-Saale (auch Museen Rhön-Saale) ist ein Zusammenschluss von sechs Museen aus den Landkreisen Bad Kissingen und Rhön-Grabfeld.

## Geschichte und Beschreibung
Der Museumsverbund Rhön-Saale wurde im Jahr 2004 gegründet. Die Mitglieder im Museumsverbund pflegen fachlichen Austausch und wissenschaftliche Zusammenarbeit. Durch gemeinsame kulturelle Angebote und Öffentlichkeitsarbeit soll die Geschichte der Region – von der Steinzeit bis in die Gegenwart – erlebbar werden.

## Museen im Museumsverbund
- Museen Schloss Aschach, Aschach (Bad Bocklet)
- Museum Obere Saline, Hausen (Bad Kissingen)
- Fränkisches Freilandmuseum Fladungen, Fladungen
- Museum Herrenmühle, Hammelburg
- Henneberg-Museum, Münnerstadt
- Museen in der Schranne (Archäologiemuseum Bad Königshofen im Grabfeld, Museum für Grenzgänger und Treffpunkt Grabfeld), Bad Königshofen

## Aktionen (Auswahl)
- 2021: Kommunikation! Wer? Wie? Wo? (16. Mai 2021 – 31. Oktober 2021)[1][2][3]
- 2022: Da steckt Genuss drin! (30. Juli 2022 – 31. Oktober 2021)[4]